# Nông nghiệp Cuba

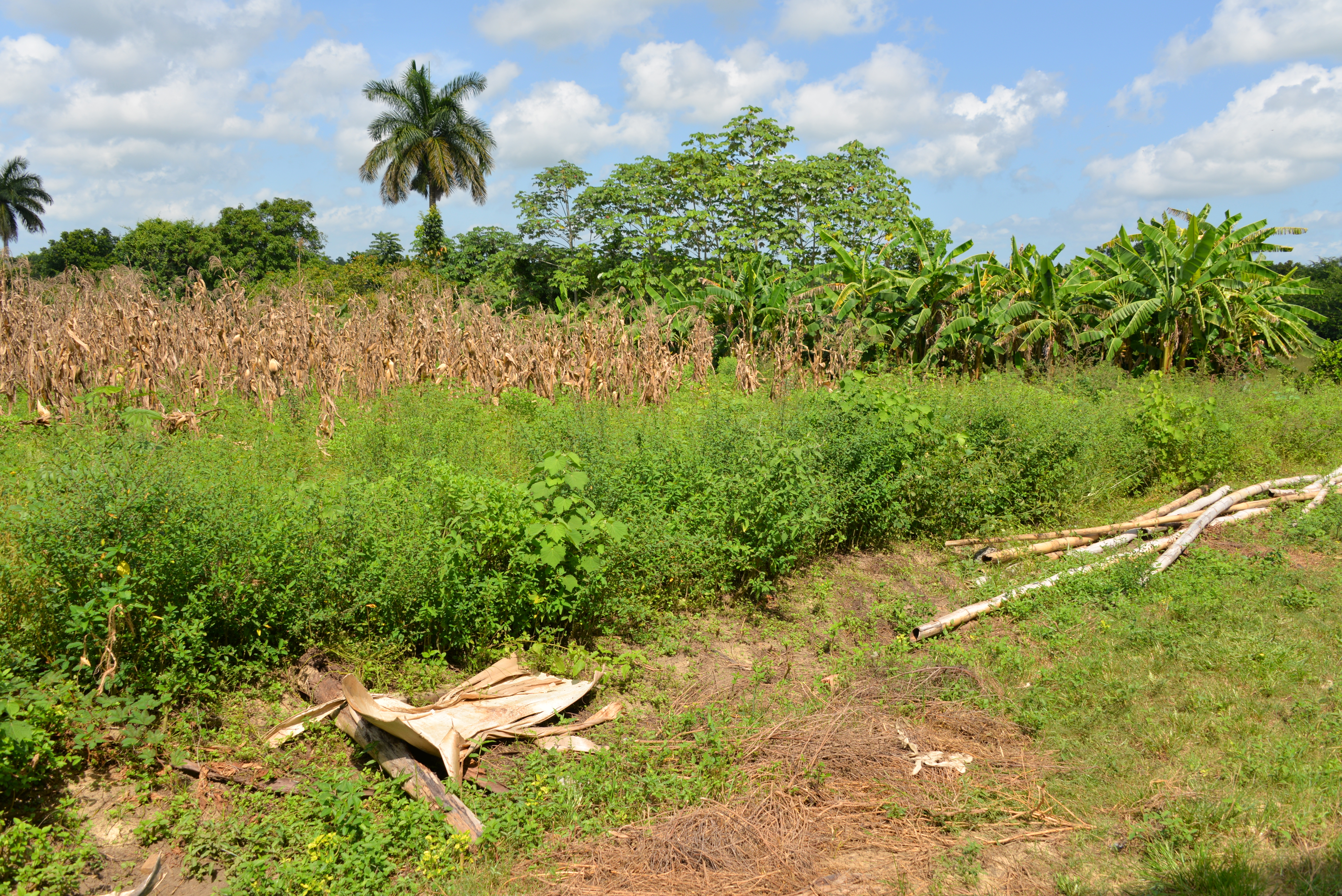
Trồng trọt ở Cuba

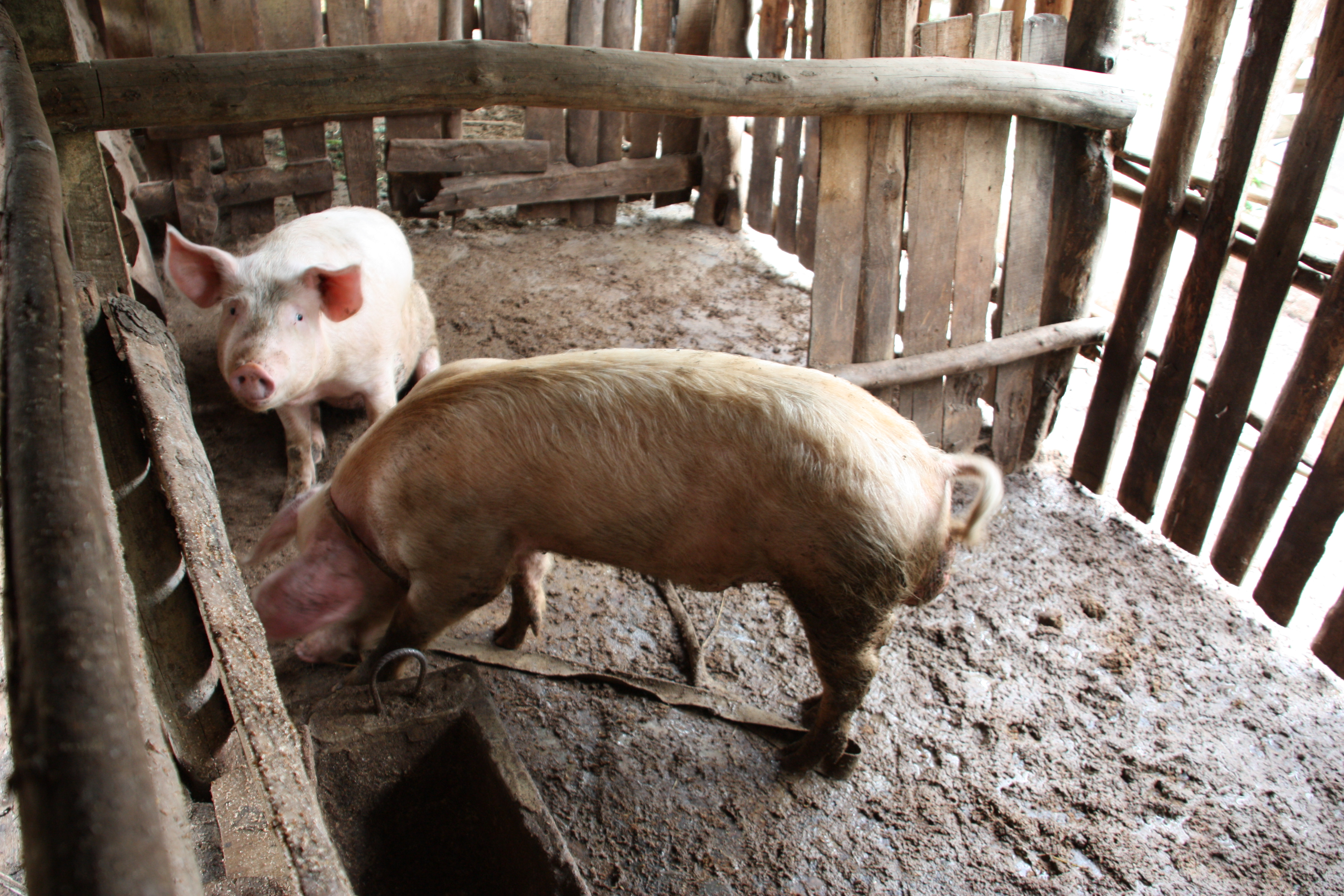
Chăn nuôi lợn ở Cuba

Nông nghiệp ở Cuba đã đóng một vai trò quan trọng trong nền kinh tế Cuba trong vài trăm năm. Ngày nay, nền nông nghiệp của Cuba đã đóng góp ít hơn 10% vào tổng sản phẩm quốc nội (GDP), nhưng nó sử dụng khoảng 20% dân số lao động. Khoảng 30% diện tích đất nước được sử dụng để trồng trọt. Do tình trạng thiếu nhiên liệu và hậu quả là thiếu phương tiện giao thông, một tỷ trọng ngày càng tăng của sản xuất nông nghiệp diễn ra trong nông nghiệp đô thị, điều này một phần do ảnh hưởng của lệnh cấm vận của Hoa Kỳ chống Cuba. Trồng và chế biến xì gà ở Cuba đóng góp hơn một phần tư giá trị xuất khẩu của quốc gia này, trong đó các sản phẩm xì gà phần lớn được sản xuất tại tỉnh Pinar del Río, ở các vùng Vuelta Abajo và Semi Vuelta, cũng như tại các trang trại ở vùng Viñales.
Ngành trồng trọt chưa đáp ứng được nhu cầu trong nước nên gạo, ngô, đậu tương vẫn phải nhập khẩu với số lượng lớn để giải quyết vấn đề lương thực, thực phẩm cho người dân và thức ăn cho ngành chăn nuôi, ước tính mỗi năm Cuba chi khoảng 2 tỷ USD cho hoạt động nhập khẩu lương thực mà mỗi năm Cuba cần khoảng 650 ngàn tấn gạo để phục vụ nhu cầu của 11,2 triệu dân và dự trữ, như vậy, mỗi năm Cuba dự kiến vẫn cần nhập khẩu khoảng 350 ngàn tấn gạo nên Cuba phải nhập khẩu phần lớn lượng gạo mà mình tiêu thụ, phần lớn trong số lượng nhập khẩu đó là gạo từ Việt Nam. Chính phủ Cuba nỗ lực đẩy mạnh sản xuất nông nghiệp nhằm giảm bớt hàng tỷ USD chi phí nhập khẩu lương thực trên thị trường quốc tế.

## Điều kiện
Cuba có diện tích đất tự nhiên 10.988.400 ha, đất nông nghiệp chiếm 6.240.300 ha trong đó diện tích đất canh tác đạt 2.733,6 ha, đất phi nông nghiệp 4.748.140 ha. Diện tích bình quân trên 1 lao động trong ngành nông nghiệp đạt 5,09ha và trên 1 lao động nông nghiệp trực tiếp đạt 7,35ha. Năm 2002, có khoảng 35.000 mẫu Anh (140 km2) những nhà vườn đô thị sản xuất 3,4 triệu tấn lương thực. Ước tính hiện tại cao tới 81.000 mẫu Anh (330 km2). Ở Havana, khoảng 90% sản phẩm tươi sống của thành phố đến từ các trang trại và vườn đô thị địa phương.
Do địa hình Cuba tương đối bằng phẳng, đất sản xuất nông nghiệp chủ yếu là đồng bằng (3/4 diện tích), một số ít trung du. Vùng đất để phát triển các cây màu chủ yếu là đất đỏ feralit, đất thịt nhẹ, cát pha, tầng canh tác dầy, thấm và thoát nước tốt. Đây là điều kiện phù hợp áp dụng cơ giới hóa trong sản xuất. Sông ngòi rất ít và ngắn, nguồn nước tưới phục vụ nông nghiệp chủ yếu là nước ngầm. Năm 2003, hơn 200.000 người Cuba làm việc trong lĩnh vực nông nghiệp đô thị đang mở rộng. Granma là vùng đất có phần lớn diện tích canh tác nông nghiệp và là địa phương sản xuất lúa gạo chính tại Cuba, song vẫn chưa thể đáp ứng được nhu cầu ngày càng lớn trên thị trường.
Trong ẩm thực Cuba thì người dân Cuba dùng cơm gạo trong các bữa ăn chính, và đậu đen là thành phần quan trọng dưới dạng cơm đậu đen hoặc món canh hầm (potaje), đậu đen đã làm cân bằng dinh dưỡng cho con người trong điều kiện các nguồn protit từ động vật còn thiếu, đậu đen là cây được quan tâm, ưu tiên canh tác trong vụ đông. Cây đậu tương cũng được sản xuất tập trung ở một số nơi, với diện tích hàng ngàn ha, là nguồn cung cấp cho các nhà máy ép dầu. Người dân Cuba chưa có thói quen dùng đậu tương làm thực phẩm trong bữa ăn hàng ngày, cây đậu tương chưa phải là cây đem lại hiệu quả kinh tế cho người sản xuất, Nhà nước chưa có chương trình về sản xuất loại cây này. Ở Cuba, lạc là cây trồng tự phát, không nằm trong chương trình lương thực nên chưa được quan tâm đầu tư, phát triển, một phần người dân Cuba chưa biết nhiều tới các sản phẩm từ lạc.

## Khó khăn
Sau khi Liên Xô tan rã vào năm 1991, kinh tế Cuba lâm vào tình cảnh khó khăn do không có thị trường xuất khẩu đường trong khi mất nguồn cung cấp dầu mỏ giá thấp. Mọi chuyện càng trở nên tồi tệ hơn khi họ bị Mỹ cấm vận. Không có dầu mỏ để xuất khẩu, chính phủ Cuba không có kinh phí để nhập khẩu lương thực, khiến người dân có nguy cơ thiếu đói. Để giải quyết khó khăn, người dân Cuba bắt đầu trồng cây lương thực trên sân thượng và trong vườn. Nông dân nước này buộc phải quay về các phương thức canh tác truyền thống để nuôi sống bản thân vì không có xăng dầu hoặc thuốc trừ sâu. Họ phải dùng bò để cày bừa và sử dụng các giải pháp tự nhiên để thay thế thuốc trừ sâu.
Cuba vẫn áp dụng cơ chế quản lý bao cấp cả đầu vào lẫn đầu ra nên vẫn luôn đối mặt với những bất cập không những trong quá trình sản xuất mà còn cả quá trình tiêu thụ sản phẩm. Sản phẩm sau thu hoạch nhiều khi chất đống, không được chế biến và tiêu thụ kịp thời dẫn đến hao hụt về số lượng và chất lượng. Nhiều diện tích nông nghiệp là các đồng cỏ hoặc vẫn bỏ hoang, chưa khai thác hết, thậm chí chưa khai thác. Tình hình sản xuất lúa gạo tại Cuba gặp khó khăn, trong đó có việc Cuba sản xuất chưa đáng kể vật tư nông nghiệp nên phải nhập khẩu từ bên ngoài thông qua tín dụng để phục vụ sản xuất và chưa có hệ thống bán buôn, bán lẻ chính thức để cung ứng vật tư nông nghiệp cho người nông dân, gây nên tình trạng thiếu vật tư phục vụ sản xuất, thất thoát vật tư của các dự án nhà nước. Gạo là một trong những mặt hàng chính được Nhà nước cung cấp theo chế độ bao cấp.

## Chính sách

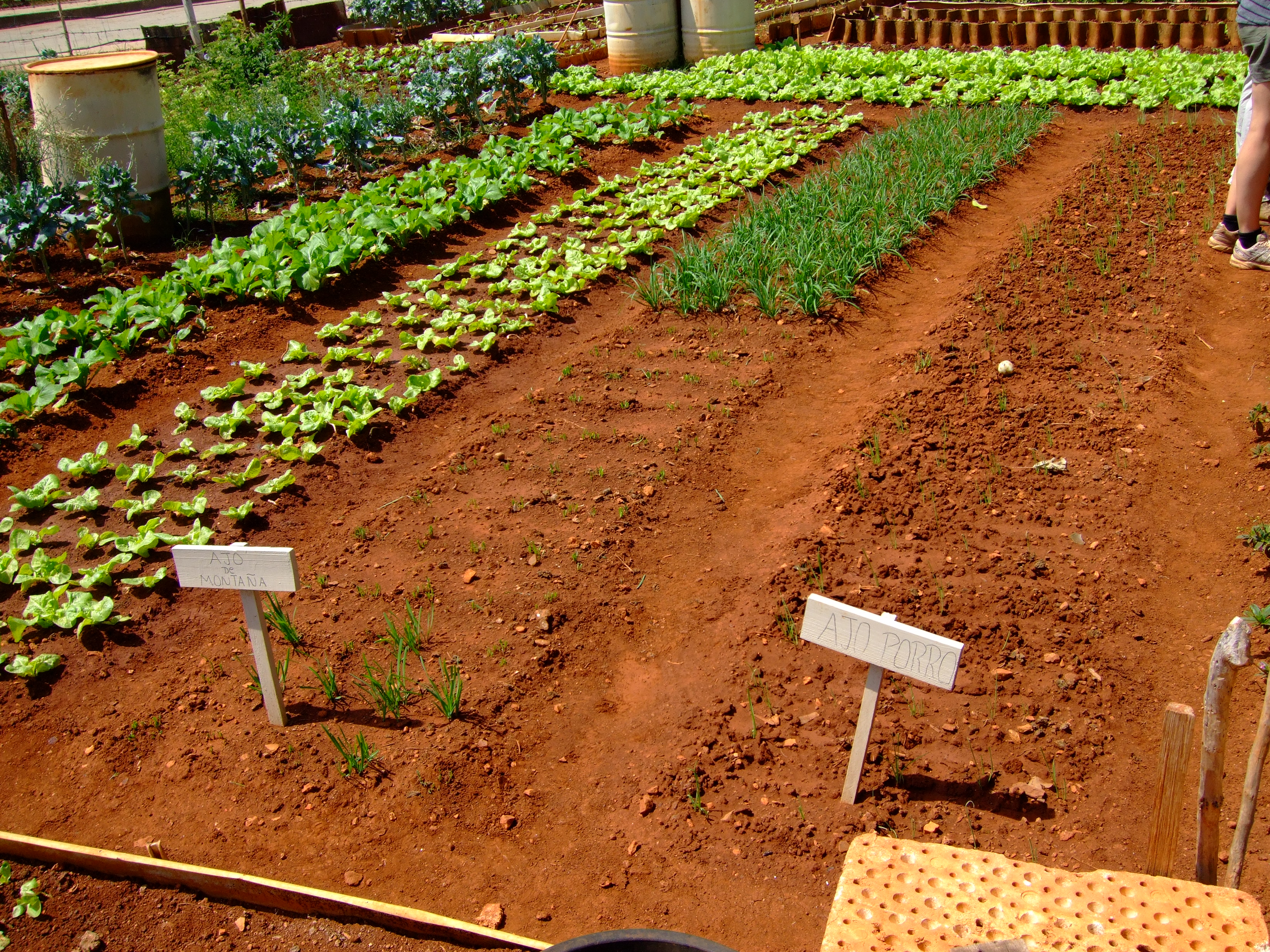
Làm vườn theo mô hình canh tác mới nhưng còn nhỏ lẻ

Từ năm 2007, Cuba đã có những chính sách đổi mới trong sản xuất nông nghiệp, trao quyền sử dụng đất cho người sản xuất. Cá nhân quản lý, kể cả những người chủ sở hữu và người được trao quyền sử dụng đất 2.242.400ha, chiếm 35,9%. Cuba hiện có khoảng 6,6 triệu ha đất nông nghiệp, nhưng chỉ có 2,9 triệu ha được canh tác, trong khi phải bỏ ngoại tệ để nhập khẩu lương thực và thực phẩm. Theo sắc lệnh này, những hộ nông dân chưa có đất canh tác sẽ  được nhận nhiều nhất là 13,42 ha đất để trồng trọt và chăn nuôi trong vòng mười năm và sẽ được gia hạn tiếp mười năm nữa. Sắc lệnh cũng quy định, người sử dụng đất được hưởng lợi nhuận từ kết quả lao động của mình, đồng thời  phải nộp thuế theo quy định.
Để khuyến khích nông dân sản xuất, chăn nuôi, Chính phủ Cuba quyết định tăng giá thu mua thịt và các sản phẩm sữa, đồng thời cho phép người dân được tự do tiêu thụ sản phẩm của mình. Họ cũng có thể dễ dàng mua hạt giống, nông cụ và phân bón tại các cửa hàng bán lẻ trên khắp cả nước. Mục tiêu của Cuba trong thời gian tới là phát triển diện tích trồng lúa trên cả nước lên từ 200 đến 250 ngàn ha. Việc phấn đấu tăng đồng thời cả diện tích và năng suất là công việc khó khăn, đòi hỏi đầu tư lớn, trong bối ảnh Cuba có những khó khăn về cơ sở hạ tầng nông nghiệp và thiếu nhân công, Chính phủ Cuba đang khuyến khích thành lập các liên doanh sản xuất lúa gạo tại Cuba với các đối tác nước ngoài để phục vụ nhu cầu trong nước và xuất khẩu, để đạt được mục tiêu 600.000 tấn vào năm 2030, Cuba phải tăng 3,7 lần sản lượng toàn quốc trong vòng một thập kỷ, tương đương mức tăng trưởng trung bình 13,9% năm.